# Fashion Outlets of Niagara Falls
Pour les articles homonymes, voir Niagara Falls.
Les Fashion Outlets of Niagara Falls sont un centre commercial américain situé à Niagara Falls, dans l'État de New York. Ce centre a ouvert en 1982 puis connu une extension en 1995 et 2014.